# Jan Douda
Jan Douda (26. května 1871 Hinterbrühl – 27. listopadu 1937 Praha) byl český a československý politik a meziválečný senátor Národního shromáždění ČSR za Komunistickou stranu Československa.

## Biografie
Počátkem 20. století se angažoval v dělnickém, anarchosyndikalistickém hnutí, které se utvářelo okolo Václava Draxla. Podílel se na založení Všeodborového sdružení dělníků Ochrana v Duchcově v červnu 1910. Původně působil v Duchcově, pak přesídlil do Kladna. Profesí byl domkářem ze Stříbrné Skalice.
V parlamentních volbách v roce 1929 získal za Komunistickou stranu Československa senátorské křeslo v Národním shromáždění. V senátu setrval do roku 1935.